# Свети Йоан Предтеча Позерски
„Свети Йоан Предтеча“ (на гръцки: Άγιος Ιωάννης ο Πρόδρομος, Агиос Йоанис о Продромос) е възрожденска православна църква в град Костур (Кастория), Егейска Македония, Гърция.

## Местоположение
Църквата е разположена в махалата Позери, на склона на хълма Света Богородица Фанеромени. Традиционно принадлежи към енория „Свети Лука“.

## Средновековен храм
Църквата е построена във византийско време, но от този период е оцеляла единствено апсидата на светилището. Апсидата като детайли на изпълнението и външна украса много прилича на апсидата на „Свети Георги Политийски“.

## Възрожденски храм
Храмът е обновен в 1701 година като еднокорабна базилика с женска църква, съчетана с наклона на хълма. Над входа, който е с едно стъпало надолу, има надпис, който информира за обновяването на храма в 1701 година и за изписването му в 1727 година от Давид Селеница при епископ Хрисант Костурски:
| „ | Ο ΘΕΟΤΕΡΠΗΣ ΟΥΤΟΣ ΝΑΟΣ ΤΟΥ ΕΝΔΟΞΟΥ ΠΡΟΦΗΤΟΥ ΠΡΟΔΡΟΜΟΥ ΚΑΙ ΒΑΠΤΙΣΤΟΥ ΙΩΑΝΝΟΥ ΑΝΑΚΕΝΗΘΗ ΜΕΝ ΙΔΡΥΜΕΝΟΣ ΕΤΕΙ ΑΠΟ ΘΕΟΓΟΝΙΑΣ. ΑΨΑ. (1701) ΑΝΑΛΩΜΑΣΙ ΤΟΥ ΠΕΡΙΞ ΠΟΤΕ ΕΝ ΛΗΞΕΙ ΓΕΝΟΜΕΝΟΥ ΚΥΡΙΟΥ ΡΑΛΗ ΜΟΥΣΕΛΙΜΗ ΕΞΕΙΚΟΝΙΘΗ ΕΥΚΟΣΜΟΣ ΟΣΥΜΠΕΡ ΟΥΤΟΣ ΔΙΑ ΣΥΝΔΡΟΜΗΣ ΚΑΙ ΔΑΠΑΝΗΣ ΠΑΝΤΩΝ ΕΝ ΑΥΤΩ ΔΙΑΤΡΙΒΩΝΤΩΝ ΤΩΝ ΕΥΣΕΒΩΝ ΚΑΙ ΦΙΛΟΧΡΙΣΤΩΝ ΧΡΙΣΤΙΑΝΩΝ. ΑΡΧΙΕΡΑΤΕΥΟΝΤΟΣ ΤΟΥ ΠΑΝΙΕΡΩΤΑΤΟΥ ΚΥΡΙΟΥ ΧΡΥΣΑΝΘΟΥ ΚΑΙ ΙΕΡΑΤΕΥΟΝΤΟΣ ΚΥΡΙΟΥ ΚΥΡ ΜΙΧΑΗΛ ΤΩΝ ΑΡΧΟΝΤΩΝ ΚΑΙ ΕΠΙΤΡΟΠΩΝ ΧΡΙΣΟΣΤΟΜΟΥ ΔΗΜΗΤΡΙΟΥ Κ' ΔΗΜΗΤΡΙ ΖΟΠΑΝΟΤΗ ΣΜΕΡΝΟ ΡΑΛΗ ΚΟΤΖΗ ΑΡΓΥΡΗ ΑΥΤΟΥ ΚΣΤ ΕΤΟΥΣ ΑΠΟ ΤΗΣ ΕΝΝΣΑΡΚΟΥ ΤΟΥ ΣΩΤΗΡΟΣ ΗΜΩΝ ΟΙΚΟΝΟΜΙΑΣ ΑΨΚΖ (1727) ΧΕΙΡΟΣ ΤΟΥ ΕΥΣΕΒΕΣΤΑ ΤΟΥ ΔΑΒΙΔ Богоугодният този храм на славния Пророк Предтеча и Кръстител Йоан се обнови, като годината на основаване от Рождество е 1701 с разходите на околията и в края родения господин Ралис Муселимис. Изписа се грациозният този храм с приносите и разходите на всички в това участвали благочестиви и христолюбиви християни. При архиерейството на всесвещения господин Хрисант и свещенството на господин Михаил и архонтите и епитропите Хрисостомос Димитриу, Димитрис Зопанотис, Смерно Ралис, Коцис Аргирис. Година от Рождението на Спасителя ни 1727. От ръцете на благочестивия Давид. | “ |

Стенописите са ценни и много добре запазени. Иконографската програма е обичайната за еднокорабни храмове. Тя включва мъчениците и наказанията на мелничарите и блудницата. От жените светици си отличават Марина, София, Варвара, Теописти, Евтихия, Гликерия, Теофано, Юлиана, Минодора, Митродора, Нимфодора, Лаврентия, Юстина, Текла, Теоктиси, Евлампия, Теодота, Татяна и Прокопия.
Във високата женска църква има надпис:
| „ | ΑΔΕΛΦΕ ΕΚΒΑΛΕ ΤΟ ΚΑΡΦΟΣ ΑΠΟ ΤΟΥ ΟΦΘΑΛΜΟΥ ΣΟΥ ΕΚΒΑΛΕ ΠΡΩΤΟΝ ΤΗΝ ΔΟΚΟΝ ΕΚ ΤΟΥ ΟΦΘΑΛΜΟΥ ΣΟΥ ΚΑΙ ΤΟΤΕ ΑΝΑΒΛΕΨΕΙΣ ΕΚΒΑΛΕΙΝ ΤΟ ΚΑΡΦΟΣ ΕΚ ΤΟΥ ΟΦΘΑΛΜΟΥ ΤΟΥ ΑΔΕΛΦΟΥ ΣΟΥ Брате, изкарай карфицата от окото си. Изкарай първо гредата от окото си и тогава гледай да изкараш карфицата от окото на брат си | “ |

В 1924 година църквата е обявена за паметник на културата.
- Стенописи от 1727/1728 г.
- Дървото на живота и колелото на живота
- Стенопис на Свети Сисой
- Райско цвете
- Стенопис
- Стенопис
- Стенопис
- Обезглавяване на Свети Йоан Предтеча
- Стенопис на Свети Трифон
- Свети Николай и Свети Василий от Небесната Божествена Литургия, източната стена
- Стенописи от нартекса
- Света Минодора и Света Митродора от нартекса
- Стенописи от северната стена
- Сваляне от кръста